# Ourapteryx delineata
Ourapteryx delineata là một loài bướm đêm trong họ Geometridae.